# ویلیام هاریسون اینس‌ورس
ویلیام هاریسون انیسورس، (به انگلیسی: William Harrison Ainsworth) [نویسنده] انگلیسی داستان‌های تاریخی (زاده ۴ فوریه ۱۸۰۵- درگذشته ۳ ژانویه ۱۸۸۲) است.

در آغاز وی به عنوان وکیل آموزش دید ولی به آن دلبستگی چندانی نداشت. پس از آشنایی با جان ابرس و دخترش وی خود را وقف روزنامه نگاری و ادبیات نمود. نخستین موفقیت وی با کتاب روک ود در ۱۸۳۴ آغاز شد. پس از آن ۳۹ داستان تاریخی دیگر نوشت و که آخرین آن به نام استلی بیرتون در ۱۸۸۱ چاپ شد.
ویلیام در منچستر زاده شده و در ریگیت از دنیا رفته‌است.

کتاب‌هایی از این نویسنده
| فرنام فارسی                 | فرنام انگلیسی                               | نخستین چاپ                  |
| --------------------------- | ------------------------------------------- | --------------------------- |
| سر جان شیورتون              | Sir John Chiverton                          | لندن، ابروس، ۱۸۲۶           |
| روک ود                      | Rookwood                                    | لندن، بنتلی، ۱۸۳۴           |
| کراچتن                      | Crichton                                    | لندن، بنتلی، ۱۸۳۷           |
| جک شیپرد                    | Jack Sheppard                               | لندن، بنتلی، ۱۸۳۹           |
| برج لندن                    | The Tower of London                         | لندن، بنتلی، ۱۸۴۰           |
| گی فاوکس                    | Guy Fawkes                                  | لندن، بنتلی، ۱۸۴۱           |
| سنت پال پیر                 | Old St Paul's                               | لندن، کونیگهام، ۱۸۴۱        |
| دختر میستر                  | The Miser's Daughter                        | ۱۸۴۲                        |
| چیورلی نوین                 | Modern Chivalry                             | ۱۸۴۳                        |
| دژ ویندسور                  | Windsor Castle                              | ۱۸۴۳                        |
| سنت جمیز                    | St James's                                  | ۱۸۴۴                        |
| جمیز دوم                    | James the Second                            | لندن، کولبرن، ۱۸۴۸          |
| جادوگران لانکاشایر          | The Lancashire Witches                      | لندن، کولبرن، ۱۸۴۹          |
| آوریال                      | Auriol                                      | لندن، چامپن، ۱۸۵۰           |
| فیچ باکنی                   | The Flitch of Bacon                         | ۱۸۵۴                        |
| تالار ستارگان               | The Star-Chamber                            | ۱۸۵۴                        |
| اسپندتیفت                   | The Spendthrift                             | لندن، لوتلیچ، ۱۸۵۷          |
| زندگی و سرگذشت میوان کلیتور | The Life and Adventures of Mervyn Clitheroe | ۱۸۵۸                        |
| اویدین گارنج                | Ovingdean Grange                            | لندن، لوتلیچ، ۱۸۶۰          |
| کنستابل برج                 | The Constable of the Tower                  | لندن، شامپیون اند هال، ۱۸۶۱ |
| لرد میور لندنی              | The Lord Mayor of London                    | لندن، شامپیون اند هال، ۱۸۶۲ |
| کاردینال پل                 | Cardinal Pole                               | لندن، شامپیون اند هال، ۱۸۶۳ |
| پرژکتور                     | The Projector                               | لندن، شامپیون اند هال، ۱۸۶۴ |
| مسابقهٔ اسپانیایی            | The Spanish Match                           | لندن، شامپیون اند هال، ۱۸۶۵ |
| کنستابل دبوردا              | The Constable de Bourbon                    | لندن، شامپیون اند هال، ۱۸۶۵ |
| دادگاه کهن                  | Old Court                                   | ۱۸۶۷                        |
| مدالتون پرمفرت              | Myddleton Pomfret                           | ۱۸۶۸                        |
| هیلاری سنت ایوس             | Hilary St Ives                              | ۱۸۷۰                        |
| تالبوت هارلند               | Talbot Harland                              | لندن، جان دیکس، ۱۸۷۰        |
| حباب‌های دریای جنوب          | The South-Sea Bubble                        | لندن، جان دیکس، ۱۸۷۱        |
| تاور هیل                    | Tower Hill                                  | لندن، جان دیکس، ۱۸۷۱        |
| بوسکاول                     | Boscobel                                    | ۱۸۷۱                        |
| دوران خوش گذشته             | The Good Old Times                          | ۱۸۷۳                        |
| ماری اینگلند                | Merry England                               | لندن، تینزلی، ۱۸۷۴          |
| همسر گلداسمیت               | The Goldsmith's Wife                        | لندن، تینزلی، ۱۸۷۵          |
| پرواز پریستون               | Preston Fight                               | ۱۸۷۵                        |
| چیتوند کارولی               | Chetwynd Calverley                          | لندن، تینزلی، ۱۸۷۶          |
| لیگر لات هامی               | The Leaguer of Lathom                       | لندن، تینزلی، ۱۸۷۶          |
| افول سامرست                 | The Fall of Somerset                        | لندن، تینزلی، ۱۸۷۷          |
| بیتریس تبلدزلوی             | Beatrice Tyldesley                          | لندن، تینزلی، ۱۸۷۸          |
| بیوناش                      | Beau Nash                                   | لندن، لوتلیچ، ۱۸۷۹          |
| استنلی بیرتون               | Stanley Brereton                            | ۱۸۸۱                        |